# Bogusław Ciesielski
Bogusław Ciesielski (ur. 23 marca 1948 w Kielcach) – polski urzędnik państwowy i samorządowiec, prezydent Kielc w latach 1988–1990 i 1996–1997.

## Życiorys
Ukończył naukę w V Liceum Ogólnokształcącym im. ks. Piotra Ściegiennego w Kielcach oraz Wydział Prawa i Administracji Uniwersytetu Jagiellońskiego w Krakowie, następnie zaś studiował podyplomowo zarządzanie i finanse w Szkole Głównej Planowania i Statystyki w Warszawie (1984–1986).
Pracę zawodową rozpoczął w Urzędzie Wojewódzkim w Kielcach jako stażysta, a zakończył w lutym 1988 na stanowisku zastępcy dyrektora Wydziału Finansowego. Przez ponad 30 lat pracował w administracji państwowej, samorządowej, gospodarczej.
W lutym 1988 po raz pierwszy został prezydentem Kielc, którą to funkcję pełnił do czerwca 1990. Powrócił na stanowisko w maju 1996 i pozostał na nim do grudnia 1997.
Za działalność zawodową i społeczną odznaczony został Brązowym, Srebrnym i Złotym Krzyżem Zasługi, Srebrną i Złotą Odznaką „Za zasługi dla finansów PRL”, Odznaką „Za zasługi dla Kielecczyzny”. W 1997 otrzymał tytuł „Eques Honoris Causa” Browarów Belgijskich.
Jest członkiem założycielem Stowarzyszenia FORUM Pracodawców w Kielcach oraz Świętokrzyskiego Konwentu Osób Niepełnosprawnych i Pacjentów w Kielcach. Był przewodniczącym Wojewódzkiej Społecznej Rady ds. Osób Niepełnosprawnych w Kielcach w latach 2004–2007.
Żonaty z Izabelą. Ma dwie córki, Agnieszkę i Annę. Ma też dwie wnuczki,Klaudię i Weronikę oraz wnuka, Filipa.